# Campeonato Paraense de Futebol de 1996
O Campeonato Paraense de Futebol de 1996 foi a 84º edição da divisão principal do campeonato estadual do Pará. O campeão foi o Remo que conquistou seu 36º título na história da competição. O Tuna Luso foi o vice-campeão. O artilheiro do campeonato foi Gaúcho, jogador do Tuna Luso, com 14 gols marcados.

## Participantes
| Equipe        | Cidade   | Em 1995              | Estádio | Capacidade | Títulos (mais recente) | Part. |
| ------------- | -------- | -------------------- | ------- | ---------- | ---------------------- | ----- |
| Bragantino    | Bragança | 6º                   | Diogão  | 5.000      | 0 (não possui)         | 4     |
| Paysandu      | Belém    | 2º                   | Curuzu  | 16.200     | 36 (1992)              | 80    |
| Pedreira      | Belém    | 7º                   | Baenão  | 12.000     | 0 (não possui)         | 2     |
| Pinheirense   | Belém    | 3º                   | Curuzu  | 16.200     | 0                      | 20    |
| Remo          | Belém    | 1º                   | Baenão  | 12.000     | 35 (1995)              | 80    |
| Vila Rica     | Belém    | 1º (Segunda Divisão) | Curuzu  | 16.200     | 0 (não possui)         | 1ª    |
| Sport Belém   | Belém    | 8º                   | Curuzu  | 16.200     | 0 (não possui)         | 29    |
| Tiradentes-PA | Belém    | 5º                   | Souza   | 5.000      | 0 (não possui)         | 23    |
| Tuna Luso     | Belém    | 4º                   | Souza   | 5.000      | 10 (1988)              | 62    |

## 1º turno

### 2ª fase
- Remo entra com 1 ponto de bonificação pela liderança na 1ª fase.

## 2º turno

### 2ª fase
- Remo entra com 1 ponto de bonificação pela liderança na 1ª fase.

## Premiação
| Campeonato Paraense de 1996    |
| Belém                          |
| ------------------------------ |
| Remo Tetracampeão (36º título) |